# 豊平川通
豊平川通（とよひらがわどおり）は、札幌市豊平区から南区に至る都市計画道路。主要市道2975号真駒内篠路線（主要地方道）になっている。

## 概要
1972年（昭和47年）の『札幌オリンピック』開催に伴い、選手村を設置する真駒内と手稲山のスキー会場を結ぶルート「豊平川幹線」として建設した。豊平川両岸の堤防に一方通行の道路を新設し、堤防の外側に隔壁を築いて道路を盛り上げる工法を採っている。また、河川災害時の駐車スペースを兼ねた歩道を設けている。
創成川通とともに札幌市総合交通計画において「都心アクセス強化道路軸」に位置づけられており、南北延伸に向けて実現可能なルートを検討している。

## 路線データ
- 起点：札幌市豊平区水車町1丁目（豊平川右岸通・南7条米里通交点）[1]
- 終点：札幌市南区真駒内本町4丁目（真駒内通交点）[1]
- 幅員：20 m[1]
- 車線数：4車線[1]

## 歴史
豊平川の右岸堤防は、終戦後にアメリカ軍が豊平町（当時）の真駒内に進駐した基地（キャンプ・クロフォード）と札幌市を連絡する道路をつくるために堤防の上部を削り取って幅を広げ、瀝青土を敷いて車両交通に使用していた。占領軍が撤退した後、市民から堤防上の道を正式な道路として利用したい要望があった。その頃、急速な都市の拡大が始まっていた札幌市の交通体系の整備が喫緊の課題であったことに加え、札幌オリンピック開催という一大事業が重なったため、河川両岸の道路整備が実現することになった。法的に黙認する形であった道路に国費を投入して整備することを問題視する意見もあったが、オリンピック大会関係者の熱意や河川・道路関係者の努力によって問題解決し、切り下げられた堤防も以前の高さに戻した。

## 路線状況
道路施設
- 南七条大橋 (286 m)[8]
- 山鼻橋（豊平川左岸）
- 新精進橋（豊平川右岸）
- 藻岩橋 (174 m)[9]

## 地理
豊平川通と豊平川の間は豊平川緑地や豊平川ウォーターガーデンといった緑地になっており、休憩施設や野球場やサッカー場、テニスコート、パークゴルフ場などの運動施設、遊具を設置したウォーターガーデン、サイクリングロードを整備している。豊平川通では、起点（下流）から順に南七条大橋、南大橋、幌平橋、南19条大橋、南二十二条大橋、ミュンヘン大橋、藻岩橋が豊平川に架かっている。

### 交差する道路
- 豊平川右岸通・豊平川左岸通・南7条米里通
- 主要市道2974号旭山公園米里線（菊水旭山公園通）
- 米里行啓通
- 市道幌平橋通線[13]
- 北海道道89号札幌環状線（環状通）
- 北海道道453号西野白石線（白石藻岩通）
- 福住桑園通
- 真駒内通